# Уједињени Арапски Емирати
Уједињени Арапски Емирати (скр. УАЕ), или скраћено Емирати, држава је на Блиском истоку у југозападној Азији. Налази се на источном крају Арабијског полуострва. Састоји се од седам емирата. Граничи се са Оманом на истоку и северозападу, као и Саудијском Арабијом на југозападу, уз поморске границе са Катаром и Ираном у Персијском заливу, односно Оманом у Оманском заливу. Има око 10 милиона становника, од којих већину чине имигранти. Главни град је Абу Даби, а најнасељенији Дубаи.
Артефакти откривени у УАЕ, старији више од 125.000 година, показују трагове људске цивилизације. Током гвозденог доба, ово подручје је постало значајно средиште за приморску трговину. Након што је племе Азд прихватило Мухамеда као Божијег пророка, ово подручје је постало исламизовано у 7. веку, на шта су додатно утицали ратови Риде. Одређени број упада и битака догодио се дуж обале када су Португалци, под вођством Афонса де Албукерка, напали ово подручје и пореметили арапске трговинске мреже, што је изазвало пад трговине и пораст регионалних сукоба. Уговором из 1820. ова област постаје протекторат Уједињеног Краљевства, уз неколико измена из 1892. Независност је стечена 2. децембра 1971. када је шест емирата прогласило савез, након чега им се 10. фебруара 1972. придружује и Рас ел Хајма.
УАЕ се сврставају међу светске лидере по резервама нафте и природног гаса. Зајед ибн Султан ел Нахјан, владар Абу Дабија и први председник УАЕ, улагао је приходе од нафте у здравство, образовање и инфраструктуру. УАЕ имају најдиверзификованију привреду међу чланицама Савета за сарадњу арапских држава залива. У 21. веку, УАЕ су постали мање зависни од нафте и гаса, док су се економски усредсредили на туризам и бизнис. УАЕ се сматрају средњом силом. Такође су члан међународних организација као што су Уједињене нације, Арапска лига, Организација исламске сарадње, ОПЕК, Покрет несврстаних, Светска трговинска организација и БРИКС. УАЕ су такође партнер у дијалогу Шангајске организације за сарадњу.

## Географија

### Положај
Уједињени Арапски Емирати леже на Арабијском полуострву. Земље са којима граниче су Оман, Саудијска Арабија и Катар. Земља се простире на северу од Персијског залива на југ до Оманског залива.

### Геологија и рељеф
Пешчана пустиња заузима већину земље, са планинама на североистоку (највиши врх Јибир на планини Хаџар, 1.527 m). Дуж обале се налазе слане равнице.

## Историја
Становници подручја данашњих УАЕ крајем 18. и почетком 19. века нападали су британске бродове у Персијском заливу и Индијском океану. Британско царство одговорило је 1819. и низом уговора ставио државе југоистока Арапског полуострва под своју контролу, преузимајући одбрану и спољну политику, а остављајући унутрашње уређење углавном недирнутим.
Након британског повлачења 1971. Катар и Бахреин одлучили су се за потпуну независност, а осталих седам емирата за уједињење.
Прва деценија независности протекла је у знаку борбе двају највећих емирата, Абу Дабија и Дубаија око степена централизације. Године 1979. постигнут је договор о подели највиших функција у земљи према којем место председника заузима емир Абу Дабија, а премијера емир Дубаија.
Након заоштравања политичких прилика у регији почетком 80-их, Емирати су се приближили земљама Запада, посебно САД, иако нису безрезервно подржали напад на Ирак 2003.

## Административна подела
Уједињени Арапски Емирати су федерација подељена у седам емирата. Дубаи је најнасељенији емират са 35,6% становништва у држави. Емират Абу Даби има највећу површину.

## Становништво

### Становништво
Држава Уједињених Арапских Емирата је најразноликија држава блиског истока у погледу становништва. Средином 1980-их година велики број људи из јужне Азије је емигрирао у УАЕ. Високи стандард живота и висока могућност запошљавања је привукао велики број Индијаца и Пакистанаца. 2006. године, у УАЕ било је пријављено око 1,2 милиона држављана Индије и око 300.000 држављана Пакистана. Становништво УАЕ чине:
- Емирати (локални Арапи) 16,6%
- Арапи из других арапских земаља 23%
- Држављани земаља јужне Азије 42,3%
- Држављани земаља из остатка Азије 12,1%
- Остали 6%

Најнасељенији град је Дубаи са око 3.6 милиона становника. Остали велики градови су Абу Даби, Шарџа и Фуџаира.
Градско становништво УАЕ чини око 88%.. Остатак становништва живи у малим местима и селима раштркано по целој земљи и у местима саграђеним око нафтних поља.

### Култура и религија
Симболи и традиције ислама су доминантни у култури и религији УАЕ. Влада УАЕ улаже велика финансијска средства како би се традиционална култура земље сачувала. Главни владин центар који ради на очувању уметности, религије и културе је у Абу Дабију, и зове се Абу Даби Културна Фондација.
У УАЕ се може наћи велики број цркава, као и у суседним муслиманским земљама које су толерантне према другим религијама. Како велики проценат становништва чине досељеници из јужне Азије саграђен је и велики број ресторана и културних центара ових земаља. Број европских културних центара и школа које данас постоје у УАЕ је скроман.

### Спорт
Поред традиционалних трка камила и неки други спортови постају све популарнији. Најпопуларнији спортови међу локалним становништвом су голф и коњске трке. Сваког марта, најбогатија трка коња на свету се одржава у Дубаију, у којој прва награда износи 6 милиона долара. Трка се назива Светско првенство Дубаи.
Фудбалска репрезентација УАЕ се квалификовала за Светско првенство у фудбалу 1990. године. Ово је био трећи пут за редом да су се арапске земље квалификовале за ово првенство (1982. године Кувајт и Алжир, 1986. године Мароко и Алжир, 1990. године Египат и УАЕ).

### Празници
| Датум       | Назив                                              | Локални назив          | Арапски                               |
| ----------- | -------------------------------------------------- | ---------------------- | ------------------------------------- |
| 1. јануар   | Нова година                                        | -                      | رأس السنة الميلادية                   |
| Варира      | Дан жртвовања                                      | Ид ул-Адха             | عيد الأضحى                            |
| Варира      | Исламска нова година                               | Рас ал-Сана Ал Хиџрија | رأس السنة الهجرية                     |
| 6. август   | Шеик Зајед ибн Султан ел Најан - Уједињење Емирата | -                      | عيد جلوس الشيخ زايد بن سلطان آل نهيان |
| Варира      | Ноћно путовање                                     | Исра ва ел Мираџ       | الإسراء و المعراج                     |
| 2. децембар | Дан нације                                         | Ал-Ид ел Ватани        | العيد الوطني                          |
| Варира      | крај Рамазана                                      | Ид ул-Фитр             | عيد الفطر                             |

## Привреда
Од 60-их година темељ привреде Емирата чини производња нафте. Данас се УАЕ сматра трећим произвођачем нафте на Блиском истоку и Средњем истоку, иза Саудијске Арабије и Ирана. Највећим резервама располаже Абу Даби, а претпоставља се да су резерве Дубаија при крају. У последње две деценије порастао је значај и других сектора, посебно трговине, финансија, индустрије и туризма. БДП је у 2004. био 25.200 УСД по становнику, мерено по ППП-у.